# 梅庄欧阳公祠
梅庄欧阳公祠，位于中国广东省佛山市顺德区均安镇，为一处清代古建筑。1991年5月1日，公布为顺德市文物保护单位；2006年10月5日，公布为佛山市文物保护单位；2008年11月18日，公布为广东省文物保护单位。